# 中国科学院东北地理与农业生态研究所

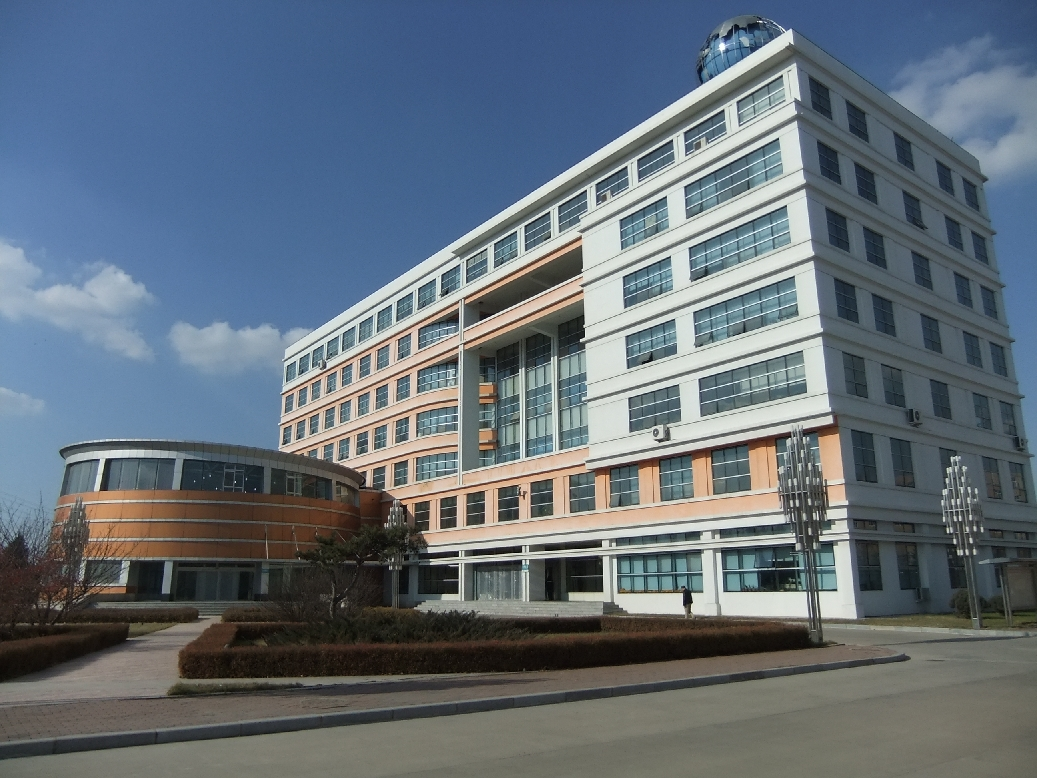
东北地理所主楼

中国科学院东北地理与农业生态研究所是中国科学院设在中国东北地区的综合性地理学、农学、生态学、环境科学与技术研究机构，位于吉林省长春市宽城区高新北区盛北大街4888号。

## 历史沿革
2002年3月，中国科学院长春地理研究所和中国中国科学院黑龙江农业现代化研究所整合组建中国科学院东北地理与农业生态研究所。